# Powiat Dzierżoniowski
Der Powiat Dzierżoniowski ist ein Powiat (Kreis) in der Woiwodschaft Niederschlesien in Polen mit der Kreisstadt Dzierżoniów. Der Powiat hat eine Fläche von 478,3 km², auf der etwa 101.000 Einwohner leben.

## Gemeinden
Der Powiat umfasst sieben Gemeinden (gmina), davon drei Stadtgemeinden und zwei Stadt-und-Land-Gemeinden, deren gleichnamige Hauptorte das Stadtrecht besitzen – sowie zwei Landgemeinden:
Stadtgemeinden:
- Bielawa (Langenbielau)
- Dzierżoniów (Reichenbach im Eulengebirge)
- Piława Górna (Gnadenfrei)

Stadt-und-Land-Gemeinden:
- Niemcza (Nimptsch)
- Pieszyce (Peterswaldau)

Landgemeinden:
- Dzierżoniów
- Łagiewniki (Heidersdorf)